# Tabgha

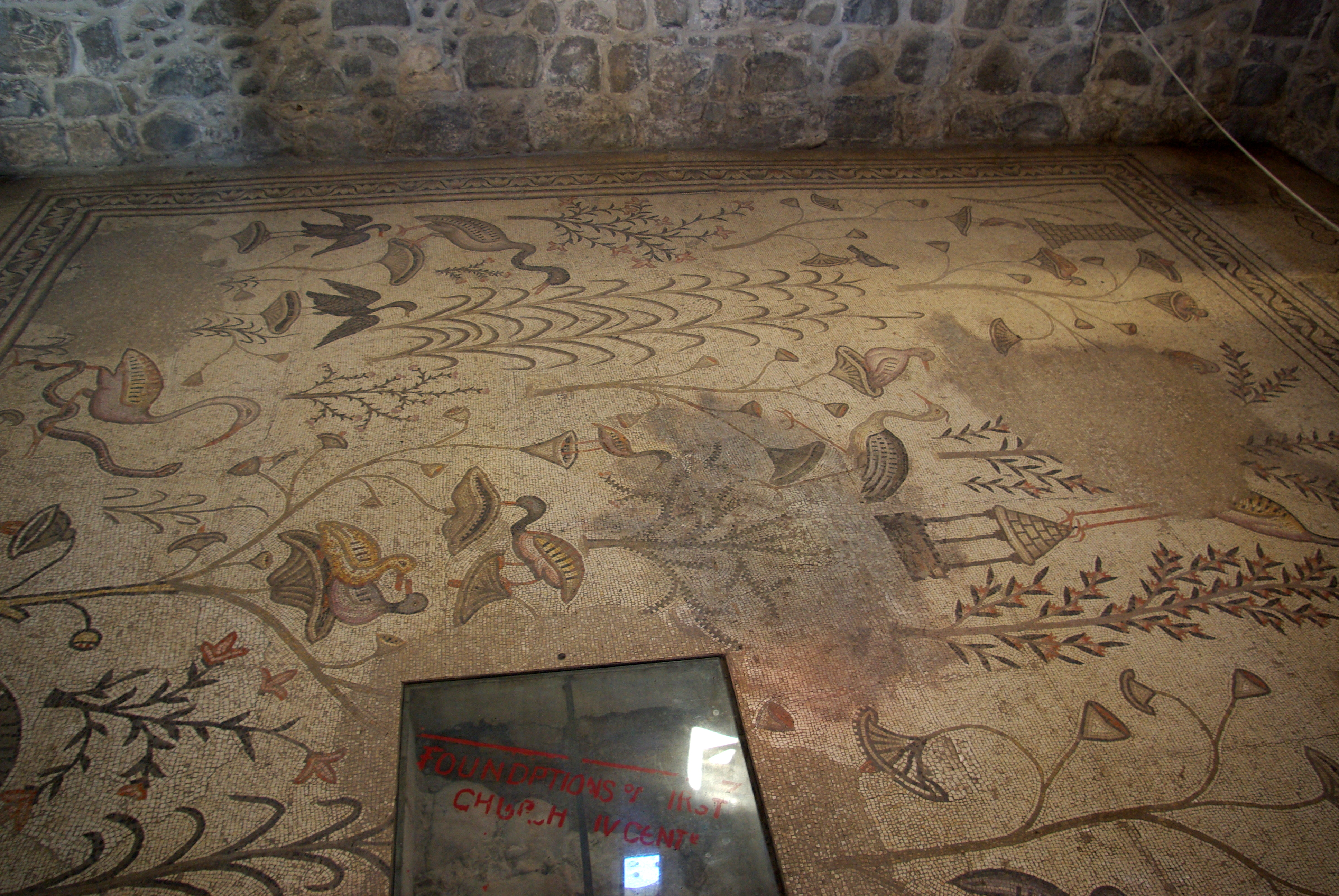
Mosaico nilótico del.

Tabgha (en árabe: الطابغة, iṭ-ṭabiġa; en hebreo: עין שבע, Ein Sheva), es el nombre del lugar donde, según la tradición, Jesucristo multiplicó los panes y los peces (Mateo 14: 13-21). Se encuentra en la costa norte del Mar de Galilea, a tres kilómetros al oeste de Cafarnaúm.

## Etimología
El nombre de Tabgha o Tábigha es una corrupción del griego Επταπηγον (Heptápigon), "siete fuentes", por los siete manantiales que se encuentran en la zona. 

## Iglesias y mosaicos
En la costa se erigió la iglesia benedictina de la Multiplicación de los Panes y los Peces, donde se encuentra la piedra donde se dice que Jesús multiplicó los peces y los panes porque, al salir de Cafarnaúm, mucha gente lo siguió hasta llegar a Tabgha y llegada la hora de comer no había alimentos suficientes para dar de comer a la multitud. 
La iglesia está decorada con mosaicos con representaciones de flora y fauna. La piedra de la multiplicación es grande e irregular y era venerada en una capilla destruida tras la ocupación musulmana y recuperada en 1930, cuando se hicieron unas excavaciones que permitieron reconstruir el lugar. Allí apareció un mosaico con una canasta y unos peces y panes. Junto al altar hay una columna que era usada para medir el nivel del Nilo y también los mosaicos fueron fabricados en Alejandría, por lo que se presume que todo fuese traído de Egipto. Lo antiguo es más oscuro y lo moderno más claro y sin figuras.
En el interior de la costa se encuentra el monte donde, según la tradición cristiana, cerca de una cueva, Jesucristo habría pronunciado el Sermón de la montaña que comienza con las Bienaventuranzas. Más arriba de los escasos restos de edificios religiosos de los siglos IV y V, se levantó en 1938 la actual iglesia de las Bienaventuranzas.